# Shuangzhao (köpinghuvudort i Kina, Shaanxi, lat 34,40, long 108,62)
Shuangzhao (kinesiska: 双照, 双照镇) är en köpinghuvudort i Kina. Den ligger i provinsen Shaanxi, i den nordvästra delen av landet, omkring 30 kilometer nordväst om provinshuvudstaden Xi'an. Antalet invånare är 36 775. Befolkningen består av 18 036 kvinnor och 18 739 män. Barn under 15 år utgör 14,0 %, vuxna 15-64 år 76 %, och äldre över 65 år 8,0 %.
Runt Shuangzhao är det mycket tätbefolkat, med 1 819 invånare per kvadratkilometer. Närmaste större samhälle är Xianyang, 10,6 km sydost om Shuangzhao. Trakten runt Shuangzhao består till största delen av jordbruksmark.
Genomsnittlig årsnederbörd är 669 millimeter. Den regnigaste månaden är september, med i genomsnitt 149 mm nederbörd, och den torraste är december, med 1 mm nederbörd.